# Stambolovo (distrikt i Bulgarien, Ruse)
Stambolovo (bulgariska: Стамболово) är ett distrikt i Bulgarien.   Det ligger i kommunen Obsjtina Slivo Pole och regionen Ruse, i den nordöstra delen av landet, 270 km nordost om huvudstaden Sofia.
Trakten runt Stambolovo består till största delen av jordbruksmark. Runt Stambolovo är det ganska glesbefolkat, med 48 invånare per kvadratkilometer.